# Бан де Сапт
Бан де Сапт (фр. Ban-de-Sapt) је насељено место у Француској у региону Лорена, у департману Вогези.
По подацима из 2011. године у општини је живело 346 становника, а густина насељености је износила 15,27 становника/km².

## Демографија
| 1962. | 1968. | 1975. | 1982. | 1990. | 2011. |
| ----- | ----- | ----- | ----- | ----- | ----- |
| 344   | 294   | 259   | 301   | 319   | 346   |